# Kaarle McCulloch
Kaarle McCulloch, född 20 januari 1988 i Campbelltown, New South Wales, är en australisk cyklist som tog OS-brons i lagsprinten tillsammans med Anna Meares vid de olympiska cyklingstävlingarna 2012 i London.